# Shonisaurus
Shonisaurus is een geslacht van uitgestorven Ichthyosauria dat leefde in het Laat-Trias. Er zijn twee soorten in het geslacht benoemd. Shonisaurus is nauw verwant aan Himalayasaurus binnen de clade Shastasaurinae. Minstens zevenendertig onvolledige fossiele exemplaren van het mariene reptiel zijn gevonden in de Luningformatie van Nevada in de Verenigde Staten. Deze formatie dateert uit het Laat-Carnien van het Boven-Trias, ongeveer 237-227 miljoen jaar geleden.

## Fossielen
Het eerste fossiel werd in 1928 door Siemon W. Muller gevonden bij het verlaten zilvermijnstadje Berlin in de Shoshonebergen in Nevada, waar de geslachtsnaam ook naar verwijst. Het bleek dat de bewoners hun haarden ten dele uit de beenderen van ichthyosauriërs hadden opgetrokken. Begin jaren vijftig bracht archeologe Margaret Wheat deze situatie onder ruimere aandacht. Opgravingen begonnen in 1954 onder leiding van Charles Camp en Samuel Paul Welles van de University of California, Berkeley. Tegen 1957, toen het gebied een State Park werd gemaakt, en bij andere opgravingen in 1963 en 1965, waren de dicht bij elkaar gelegen overblijfselen van vijfendertig tot veertig individuen teruggevonden, waarvan er geen volledig bewaard was gebleven. In 1976 werd het type S. popularis beschreven. De vindplaats is nu beschermd als het Berlin Ichthyosaur State Park. Sinds 1984 is Shonisaurus het staatsfossiel van Nevada.
In 1991 ontdekte archeoloog Keary Walde de fossiele overblijfselen van een gigantisch dier tijdens een wandeling door de bossen van British Columbia aan de oevers van de Sikanni Chief River en meldde de ontdekking aan het Royal Tyrrell Museum of Palaeontology. De lokale conservator voor mariene reptielen Elizabeth Nicholls herkende in het fossiel een gigantische, drieëntwintig meter lange ichthyosauriër, vijftig procent langer dan S. popularis. Het fossiel is in 2004 benoemd als S. sikanniensis. Het was het grootste maritieme reptiel ooit beschreven tot de benoeming van Ichthyotitan. Een voorheen onbekende pliosauriër, wiens fossiele resten bekend werden als het Monster van Aramberri, bereikte waarschijnlijk een vergelijkbare grootte.

## Naamgeving
Shonisaurus popularis is de typesoort. De geslachtsnaam verwijst naar de Shoshone Mountains. De soortaanduiding, "van het volk", verwijst naar de enorme inzet van de lokale bevolking bij het bergen van de talrijke vondsten. Het holotype is UNLVNH FZVE-1, een skelet. De paratypen zijn UNLV MNH FZVE-2: een voorpoot, schoudergordel en schedel; en UNLV MNH FZVE-3: een romp. Camp benoemde in 1976 nog twee soorten. Shonisaurus silberlingi was gebaseerd op het holotype UNLV NHM PZVE-7. De soortaanduiding eerde Norman J. Silberling. Shonisaurus mulleri was gebaseerd op het holotype UNLV NHM FZVE-5. De soortaanduiding eert Siemon W. Muller. Deze twee soorten werden later gezien als jongere synoniemen van Shonisaurus popularis.
De tweede geldige soort uit Brits Columbia, in 2004 benoemd als Shonisaurus sikanniensis, bleek volgens latere fylogenetische studies waarschijnlijker een soort van Shastasaurus te zijn dan van Shonisaurus. Een nieuwe studie gepubliceerd in 2013 bevestigde echter de oorspronkelijke classificatie; de soort was dus nauwer verwant was aan Shonisaurus popularis dan aan Shastasaurus. Specimina die behoren tot S. sikanniensis zijn gevonden in de Pardonetformatie in Brits Columbia, daterend uit het midden van het Norien (ongeveer 210 miljoen jaar geleden). Shonisaurus popularis leefde tijdens het Carnien van het Boven-Trias.

## Beschrijving
Shonisaurus had een lange snuit en de flippers waren veel langer en smaller dan bij andere ichthyosauriërs. Hoewel aanvankelijk werd gemeld dat Shonisaurus tanden met een kas had (in plaats van tanden in een groef zoals in meer geavanceerde vormen), waren deze alleen aanwezig bij de kaakuiteinden en alleen in de allerkleinste, jonge exemplaren. Al deze kenmerken suggereren dat Shonisaurus een relatief gespecialiseerde tak kan zijn van de belangrijkste evolutionaire lijn van de ichthyosauriërs. Het werd meestal afgebeeld met een vrij rond lichaam, maar studies van zijn lichaamsvorm sinds het begin van de jaren 1990 hebben aangetoond dat het lichaam veel slanker was dan traditioneel werd gedacht. S. popularis had een lengte van ongeveer vijftien meter. S. popularis had een relatief hoog lichaam in vergelijking met verwante mariene reptielen.
Shonisaurus had een massief lichaam met een grote ribbenkast. S. sikanniensis was een beetje slanker dan S. popularis. De schedel van S. popularis werd 2,75 meter lang en die van S. sikanniensis drie meter lang. De staartkolom was gebogen en droeg een asymmetrische, haaiachtige vin, waarbij de grotere lob de onderste was. De lange snuit had alleen tanden aan de voorkant, volwassen dieren hadden wellicht helemaal geen tanden meer. De voor- en achtervinnen waren van gelijke lengte, die van S. popularis waren 1,5 meter lang. Shonisaurus werd ook traditioneel afgebeeld met een rugvin, een kenmerk dat wordt gevonden in meer geavanceerde ichthyosauriërs. Andere shastasauriden hadden echter waarschijnlijk geen rugvinnen en er is geen bewijs voor de aanwezigheid van een dergelijke vin bij Shonisaurus. De bovenste staartvin was waarschijnlijk ook veel minder ontwikkeld dan de staartvin die bij latere soorten werd gevonden.

## Fylogenie
Shonisaurus is geplaatst in de Shastasauridae.

## Voeding
Shonisaurus popularis voedde zich met vissen en pijlinktvissen.